# Ilha Anacapa

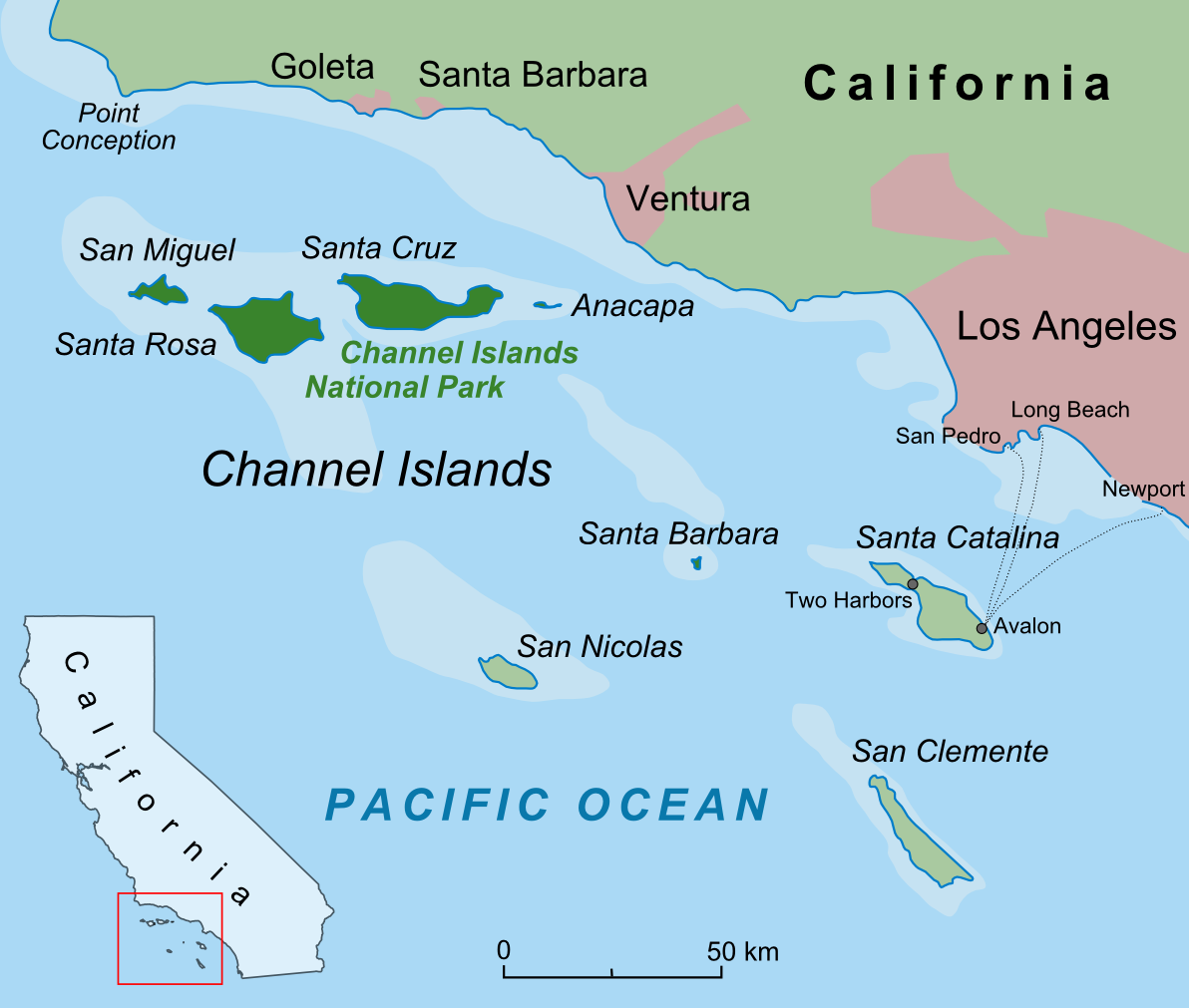
Mapa das Channel Islands (Califórnia)

Ilha Anacapa  (chumash: Anyapakh) é uma pequena ilha vulcânica localizada a cerca de 11 km da costa de Port Hueneme, no Ventura County (Califórnia). A ilha é composta por uma série de ilhotas estreitas, com 6 km de comprimento, orientadas geralmente leste-oeste, terminando 5 km a leste da ilha Santa Cruz. As três ilhotas principais, Anacapa Leste, Anacapa Central e V Oeste, são conhecidas colectivamente como as Anacapas. Todas as três ilhotas têm falésias formando grades precipícios, caindo abruptamente sobre o mar.